# Enteropneusts
Els enteropneusts (Enteropneusta) són una classe de l'embrancament dels hemicordats, amb aspecte de cuc, però que tenen una estreta relació amb els equinoderms i amb els cordats (grup que inclou els vertebrats). Es coneixen 109 espècies.
Totes les espècies són marines i bentòniques; viuen enterrades al sediment (infauna) en galeries en forma d'U que elles mateixes excaven. Poden alimentar-se de detritus o per filtratge. Alguns poden assolir grans mides; algunes espècies poden assolir els 2,5 metres de longitud, tot i que la majoria són molt més petites.
Es coneixen fòssils des de mitjans del Cambrià; Spartobranchus tenuis s'ha trobat en depòsits d'aquesta edat en el jaciment dels esquists de Burgess (Canadà).

## Anatomia externa

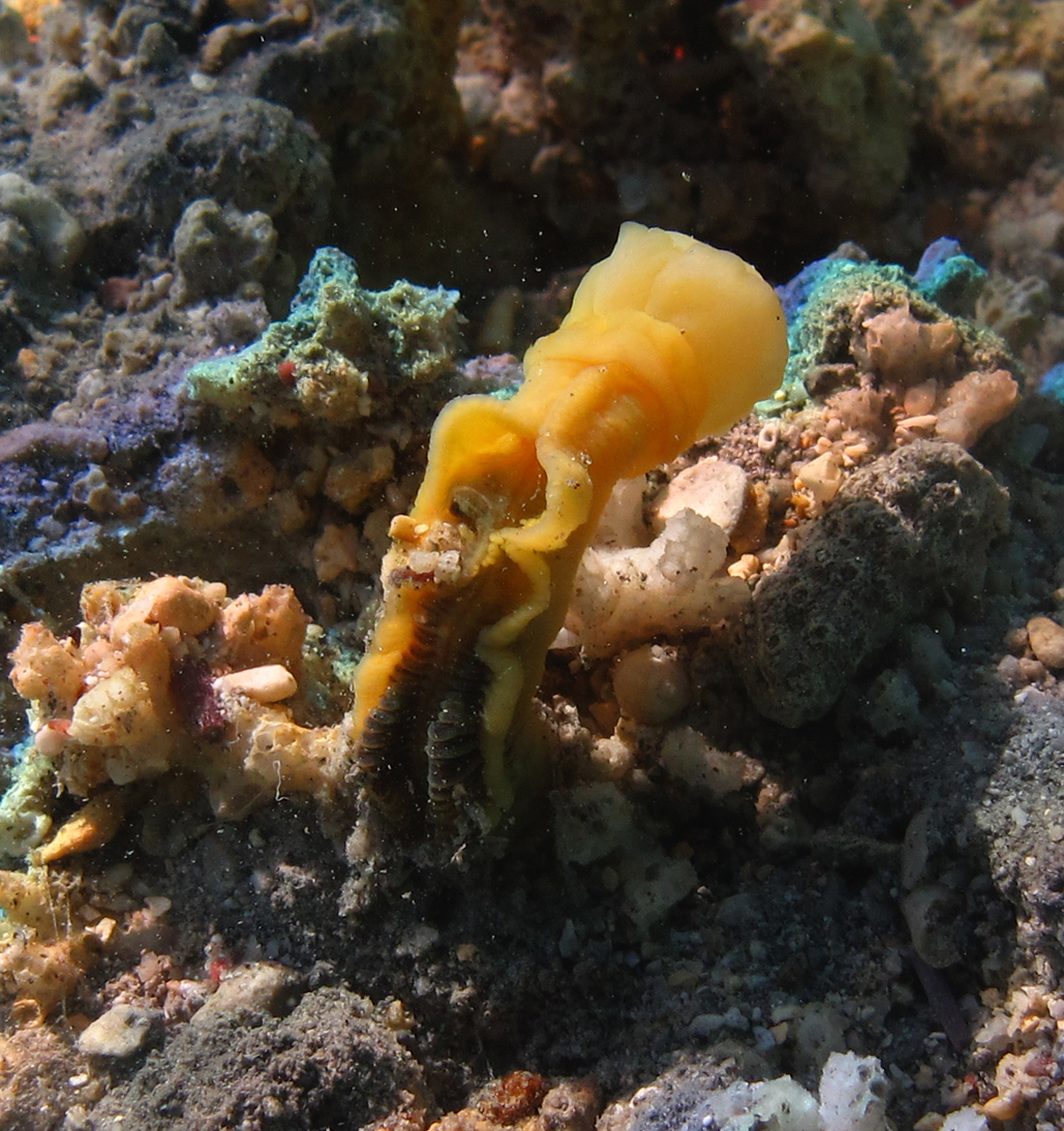
Balanoglossus.

Anatomia de Saccoglossus.

Els enteropneusts es mouen per mitjà de moviments ciliars i contraccions del cos. Tenen el cos dividit en tres regions: probòscide (prosoma), collar (mesosoma) i tronc (metasoma).
- Probòscide. Té un lòbul preoral o prosoma allargat a la part frontal del cos, amb el qual excava galeries en el sediment mitjançant moviments peristàltics; també l'utilitza per capturar partícules d'aliment recollides per cordons de moc que condueix a la boca. A la part posterior de la probòscide hi ha un únic sac de celoma anomenat protocele, a l'interior del qual s'estén un diverticle oral anomenat estomocordi que és una evaginació del tub digestiu anterior. L'estomocordi va ser considerat inicialment com un notocordi. El protocele es comunica amb l'exterior mitjançant un porus a través del qual penetra l'aigua i fent que la probòscide estigui turgent.
- Collar. Correspon al mesosoma i té dues cavitats celomàtiques que es comuniquen amb l'exterior per dos porus i en la part anterior s'obre la boca.
- Tronc. Correspon a metasoma; té dues cavitats celomàtiques. La part anterior és sacciforme i conté les vísceres i la part posterior es perllonga en un peduncle d'inserció.

La pell està coberta de cilis, així com de glàndules secretores de moc. Algunes produeixen un compost de bromur que dona als animals una olor medicinal i que podria protegir-los de bacteris i predadors.

## Aparells circulatori i excretor
L'aparell circulatori és obert i consta d'un vas dorsal, pel qual circula la sang en sentit postero-anterior, un vas ventral, pel qual circula en sentit anteroposterior i un cor dorsal sobre l'estomocordi. El vas dorsal origina en la seva part anterior un sinus i una vesícula cardíaca. Aquestes estructures estan envoltades per una xarxa de sinus sanguinis, el glomèrul, de probable funció excretora.

## Aparell respiratori
Respiren prenent aigua per la boca. Després, l'aigua surt per les brànquies de l'animal, situades al tronc. Així doncs, els enteropneusts respiren d'una manera molt similar a la dels peixos.
L'aparell respiratori té fenedures branquials que comuniquen la faringe amb l'exterior, igual que en els cordats. Les fenedures branquials, internes i situades a banda i banda de la faringe, s'obren a cambres branquials i aquestes a l'exterior a través de porus branquials que es disposen en files dorsolaterals a banda i banda del tronc. L'aigua surt de la faringe per les fenedures branquials, passant per les cambres i a través dels porus és eliminada a l'exterior. La circulació és unidireccional.

## Semblances amb els cordats
Els enteropneusts es consideren més especialitzats i avançats que altres animals vermiformes de forma similar. Tenen un aparell circulatori amb un cor que també fa la funció de ronyó. Els enteropneusts tenen estructures semblants a brànquies que utilitzen per a respirar, similars a les brànquies dels peixos primitius. Així doncs, de vegades es diu que els enteropneusts són un enllaç entre els invertebrats i vertebrats. Alguns també tenen una cua postanal que de vegades presenta febles senyals de segmentació. Un tret interessant és que aquesta configuració corporal en tres seccions ja no és present en els vertebrats, tret de l'anatomia del tub neural davanter, posteriorment desenvolupat en un cervell dividit en tres parts principals. Això significa que una part de l'anatomia original dels avantpassats primitius dels cordats encara és present malgrat que no sigui sempre visible.

## Història natural
Els enteropneusts són rarament vists pels humans a causa del seu estil de vida. Viuen en caus en forma d'U al fons marí, des de la superfície fins a una profunditat de 3.050 m. Solen jaure als caus amb la probòscide sobresortint d'una de les obertures del cau. Els enteropneusts són generalment excavadors lents.
Per a obtenir aliment, molts enteropneusts s'empassen sorra o fang que conté matèria orgànica i microorganismes, de manera semblant als cucs de terra (detritivorisme). Durant la marea baixa, treuen el seu extrem posterior per la superfície i excreten hèlixs de sediments processats.
Un altre mètode que utilitzen alguns enteropneusts per a alimentar-se és la recol·lecció de partícules en suspensió de matèria orgànica i microbis de l'aigua (alimentació per filtratge).

### Reproducció
Els sexes estan separats i les gònades estan situades en fileres dorsolaterals a la part anterior del tronc. La fecundació externa, i en alguns casos el desenvolupament és indirecte amb una larva de vida lliure anomenada tornària, molt similar a la larva bipinnaria dels equinoderms (asteroïdeus). La segmentació de l'ou és radial, i el celoma es forma per enterocèlia. Les larves acaben assentant-se al fons marí i es converteixen en minúsculs enteropneusts, adoptant el mode de vida excavador. D'altres no tenen una etapa larvària, sinó que es desenvolupen directament en petits joves.
Els enteropneusts poden regenerar totes les parts importants del cos, incloent el cap, el sistema nerviós i els òrgans interns, quan aquestes parts es tallen per la meitat.

## Taxonomia
La classe Enteropneusta inclou quatre famílies:
- Família Harrimaniidae Spengel, 1901
- Família Ptychoderidae Spengel, 1893
- Família Spengelidae Willey, 1899
- Família Torquaratoridae Holland et al., 2005